# Fukuryū

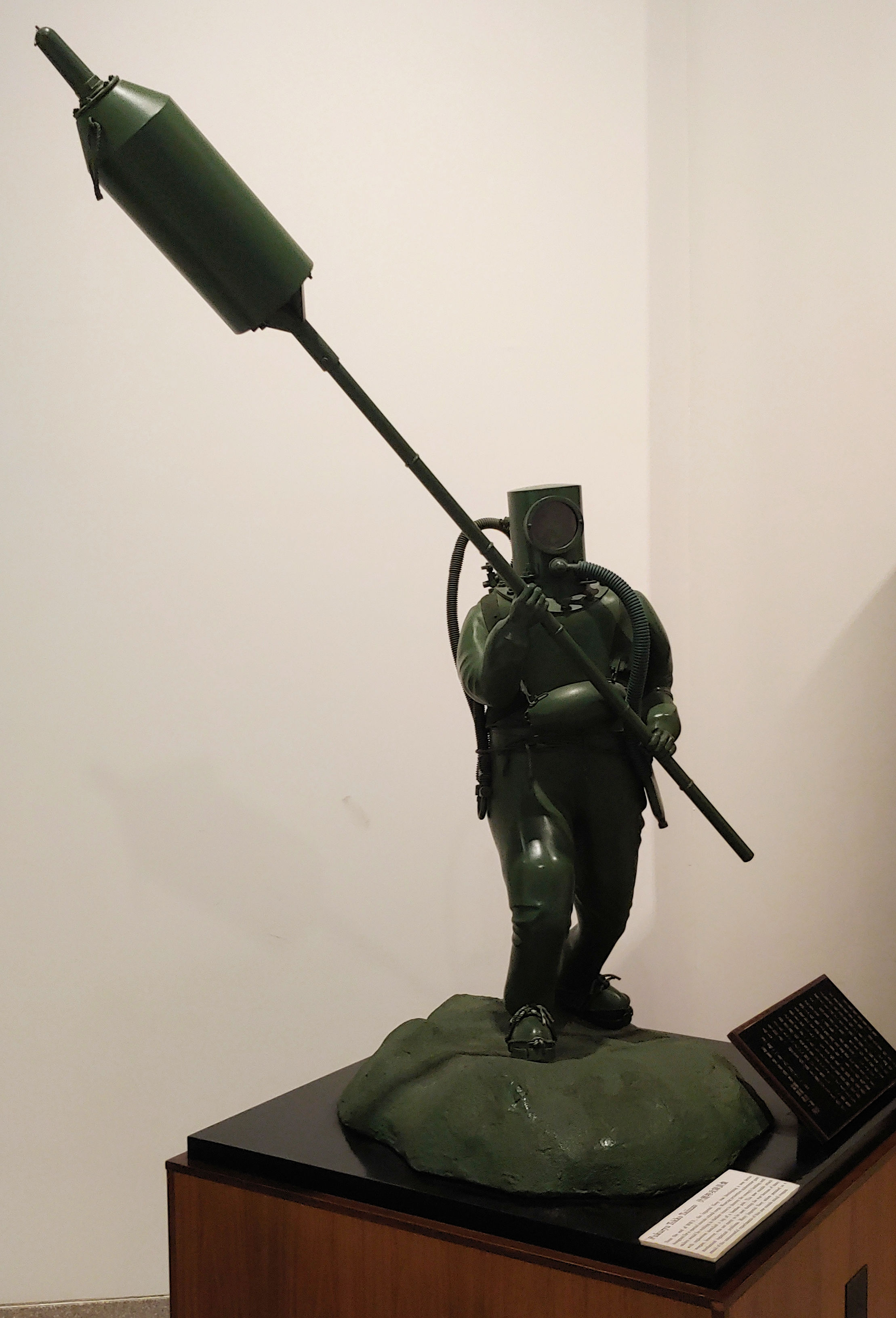
Statue du plongeur Fukuryu brandissant une mine explosive.

Le fukuryū (伏龍, « Dragon accroupi ») est un type de scaphandrier kamikaze développé par l'empire du Japon à la fin de la Seconde Guerre mondiale. Il est aussi surnommé « plongeur suicide » ou « homme-grenouille kamikaze » dans les textes en anglais. Le système consistait en des équipes de scaphandriers se déplaçant sous les navires ennemis pour frapper leurs coques avec des perches de bambou sur lesquelles étaient fixés des explosifs et dont le souffle tuait le plongeur. 

## Histoire
6 000 hommes sont entraînés et équipés d'équipements de plongée autonome, comprenant une veste et un pantalon de plongée, des chaussures de plongée, et un casque de plongée fixé par des boulons. Ils sont lestés par 9 kg de plomb et sont alimentés avec des aliments liquides et un système de purification d'air de deux bouteilles de 3,5 litres d'oxygène à 150 bars. Ils sont censés être capables de rester à une profondeur de 5-7 m pendant 10 heures. Les hommes sont organisés en escadrons de six hommes chacun avec cinq escadrons formant un peloton, cinq pelotons plus un peloton de maintenance formant une compagnie, et trois compagnies formant un bataillon d'environ 650 hommes. Le 71e Arashi est basé à Yokosuka avec deux bataillons entraînés et quatre bataillons en cours d'entraînement. Le 81e Arashi à Kure doit former 1 000 hommes par 250 hommes de Yokosuka. Une autre unité Kawatana de 1 000 hommes est également prévue à Sasebo.

Les hommes sont armés de mines navales d'attaque de Type 5 contenant 15 kg d'explosif attachées sur une perche de bambou de 5 m. Cachés sous l'eau, les hommes devaient mourir avec le souffle de l'explosion lorsqu'ils touchaient la coque d'une navire ennemi avec la perche de bambou. En attendant une invasion potentielle du Japon, un stock de mines est installé au fond de l'eau pour une utilisation par les scaphandriers. Trois chaînes de mines sont installées tous les 50 m, et des hommes tous les 60 m, pour faire en sorte qu'il y ait un homme tous les 20 m.

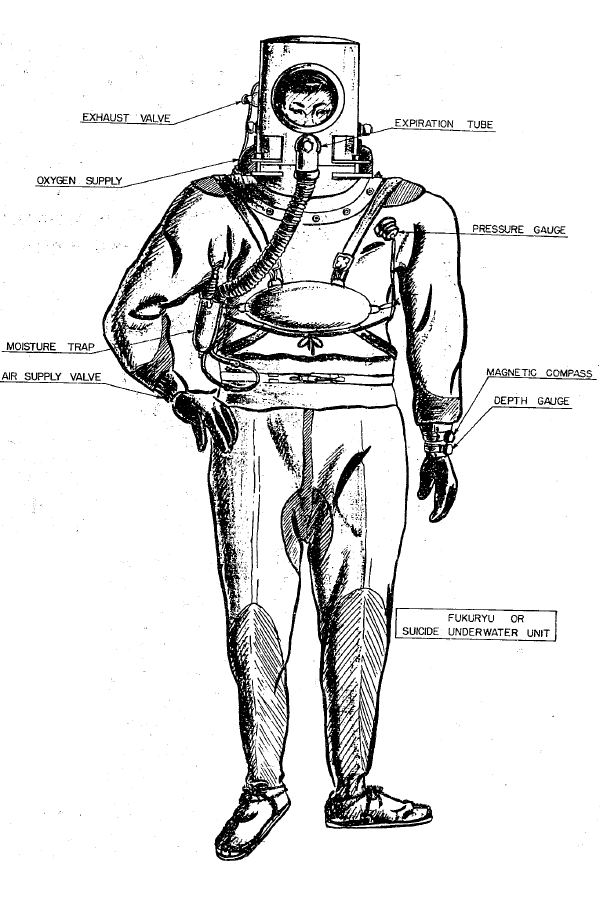
Dessin d'un fukuryū par la marine américaine (1946).

L'effet de surprise est essentiel pour éviter les contre-mesures explosifs précédemment utilisées pour décourager les hommes-grenouilles italiens en Méditerranée. Des expériences sont menées avec des abris sous-marins faits de tuyaux en béton avec des portes en acier. Des essais préliminaires avec des chiens indiquent que ces abris réduiraient les effets des explosions à proximité. Des plans sont faits pour renforcer les abris en béton armé capables d'abriter six à dix-huit hommes. Ces plus grands abris auraient été fabriqués à terre en plusieurs formes pour éviter d'être détectés, puis coulés à des profondeurs de moins de quinze mètres. Le fukuryū faisait partie d'un système de mines, pouvait être déclenchées au passage de péniches de débarquement, et de rangées de mines magnétiques à contacteurs dans les eaux peu profondes près des plages.
Mille combinaisons de plongée sont prêtes avant le 15 août 1945 et huit mille autres sont commandées. La base de Yokosuka dispose de 450 combinaisons, et celles de Kure et Sasebo de 60. Aucune des mines Type 5 n'est prête mais 400 mines factices ont été produites pour l'entraînement. Plusieurs accidents mortels se sont passés durant l'entraînement en raison de dysfonctionnements. Seuls 1 200 hommes avaient été formés lors de l'annonce de la capitulation du Japon. Il existe des rapports laissant à penser que les fukuryū ont réellement opéré :
- Le 8 janvier 1945, la canonnière LCI(G)-404 est endommagée par des plongeurs suicides dans le passage Yoo aux îles Palaos.
- Le 10 février 1945, plusieurs plongeurs kamikazes japonais tentent d'attaquer le navire hydrographique USS Hydrographer (en) aux Palaos.